# E552 (trasa europejska)
E552 – trasa europejska łącznikowa (kategorii B), biegnąca przez południowe Niemcy i wschodnią Austrię. Ogólna długość trasy E552 wynosi około 224 km, z czego przebieg przez Niemcy wynosi 113 km a przez Austrię – 111 km.
Niemcy
E552 zaczyna się w Monachium (węzeł München-Steinhausen), gdzie odbija od łączących się tras E45, E52, E53 i E54. 
- autostrada A94 do Markt Schwaben (węzeł Forstinning),
- droga federalna nr 12 do Altötting,
- autostrada A94 do węzła Burghausen koło wsi Marktl,
- droga federalna nr 12 do granicy z Austrią w Simbach am Inn - Braunau am Inn.

Austria
- droga federalna nr 148 do miejscowości Altheim,
- droga federalna nr 141 przez Ried im Innkreis do węzła Haag na autostradzie A8 koło wsi Haag am Hausruck,
- autostrada A8 do Wels,
- autostrada A25 do węzła Haid,
- autostrada A1 do Linzu.

Od Haag do Linzu E552 biegnie razem z trasą E56, w Innsbrucku łączy się z trasami E55 i E60.